# I (Band)
I ist eine norwegische Heavy-Metal-Band aus Bergen. Die Band wurde im Jahre 2005 gegründet und veröffentlichte bislang ein Studioalbum.

## Bandgeschichte
Zwei Jahre nach der vorübergehenden Auflösung von Immortal gründete Olve „Abbath“ Eikemo zusammen mit dem ehemaligen Immortal-Schlagzeuger Armagedda, dem Gitarristen Arve „Ice Dale“ Isdal (Enslaved, Audrey Horne) und dem Bassisten Tom Cato „TC King“ Visnes (Sahg, Ex-Gorgoroth) die Band I. Die Musik wird von Abbath geschrieben, der für I viele Riffs und Ideen verwendet, die seiner Meinung nach nicht zu Immortal passten. Die Texte schreibt der ehemalige Immortal-Gitarrist Harald „Demonaz“ Nævdal, der allerdings nicht als Musiker in der Band aktiv ist. Demonaz schlug auch den Bandnamen I vor.
Im April 2006 unterzeichnete die Band einen Vertrag mit der deutschen Plattenfirma Nuclear Blast. Am 26. August 2006 spielte die Band ihr erstes und bislang einziges Konzert im Rahmen des Hole-in-the-Sky-Festivals in Bergen. Das Debütalbum Between Two Worlds erschien am 3. November 2006 und wurde von der Musikpresse mit guten Kritiken gewürdigt. Mit dem Lied Far Beyond the Quiet zollt die Band dem 2004 verstorbenen Bathory-Gründer Quorthon Tribut. Im Jahre 2007 reaktivierte Abbath die Band Immortal wieder. In einem Interview erklärte er jedoch, dass er definitiv noch ein zweites I-Album machen wolle.

## Stil

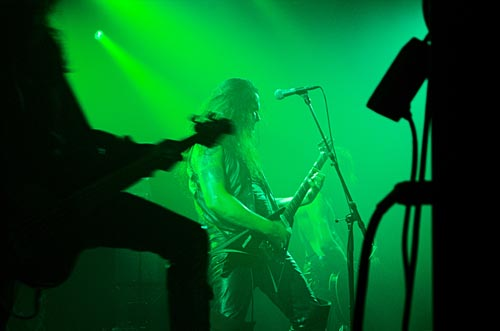
I, 2006

Die Musik von I unterscheidet sich deutlich von der Musik, in der die beteiligten Musiker sonst aktiv sind. I werden überwiegend dem klassischen Heavy Metal zugeordnet. Abbath erklärte in einem Interview, dass der Hörer bei I die Bands, mit denen Abbath aufgewachsen ist, deutlicher heraushöre als bei Immortal. Als Beispiele nannte er Bands wie Iron Maiden, Kiss, Venom und Bathory. Im Zusammenhang mit dem ersten Lied des Albums The Storm I Ride wird häufig die Band Motörhead als Einfluss genannt. Auch Metal-Hammer-Redakteur Gunnar Sauermann vergleicht das Album in Teilen mit Motörhead und stellt weiterhin Einflüsse von Bathory „aus deren Wikinger-Phase“ fest.

## Diskografie
- 2006: Between Two Worlds (Album)